# Girl Talk (disc jockey)
Girl Talk, pseudonimo di Gregg Michael Gillis (Pittsburgh, 26 ottobre 1981), è un disc jockey e musicista statunitense.
È specializzato in mash-up e in campionamenti musicali. Ha pubblicato quattro album con l'etichetta discografica Illegal Art e due EP con le etichette 333 e 12 Apostles.

## Biografia
Gillis ha iniziato a comporre musica quando era studente presso la Chartiers Valley High School a Bridgeville, un sobborgo di Pittsburgh. Dopo alcune collaborazioni, avviò il progetto solista "Girl Talk", proseguendolo anche durante gli studi di ingegneria biomedica presso la Case Western Reserve University di Cleveland, dove si è specializzato in ingegneria dei tessuti. In seguito ha lavorato in qualità di ingegnere, per poi abbandonare tutto nel maggio del 2007 e dedicarsi esclusivamente alla musica.
Girl Talk realizza principalmente mash-up, ovvero dei remix nei quali mescola campionamenti tratti da diversi brani musicali, usando software quali Adobe Audition e AudioMulch, ma senza autorizzazione esplicita da parte degli autori originari. Quest'aspetto critico dal punto di vista legale è stato focalizzato, tra gli altri, dal quotidiano The New York Times, a cui però Gillis ha replicato sostenendo che i mass media creano controversie inesistenti e che i suoi lavori di campionamento si basano sul concetto di fair use.
Gillis ha fornito diverse spiegazioni circa l'etimologia del suo nome d'arte: da un poema di Jim Morrison ad una collaborazione con Merzbow, da una band di Seattle chiamata TAD ad un nome generico che si riferisce a diverse cose.
Nel 2007 è stato premiato con il Rave Award dalla rivista statunitense Wired.
L'album Feed the Animals si è classificato al 4º posto nella Top 10 degli album del 2008 del settimanale TIME e al 24º posto nella Top 50 degli album del 2008 della rivista Rolling Stone (che gli ha attribuito 4 stelle).

## Discografia

### Album

#### Solisti
- 2002 - Secret Diary
- 2004 - Unstoppable
- 2006 - Night Ripper
- 2008 - Feed the Animals
- 2010 - All Day

#### In collaborazione
- 2022 - Full Court Press (con Wiz Khalifa, Big K.R.I.T. and Smoke DZA)

### EP
- 2004 - Stop Cleveland Hate
- 2006 - Bone Hard Zaggin'
- 2014 - Broken Ankles (con Freeway)